# Del Boy
Derek Edward Trotter (rođen 12. srpnja 1948.), poznatiji kao "Del Boy", fiktivni je lik i protagonist BBC-jeva sitcoma Mućke. Glumio ga je David Jason.

## Osobnost
Lik je poznat po frazama "Samo odvažni pobjeđuju" i "Sljedeće godine u ovo vrijeme bit ćemo milijunaši!" Pokušava, ali nikad ne uspijeva, ostaviti dojam imitirajući francuske fraze, a omiljeni su mu ekstravagantni kokteli.

## Osobni život

### Obitelj
Njegova majka umrla je 12. ožujka 1964. - navodno nakon duge bolesti. Dva mjeseca kasnije, njegov je lijeni otac Reginald napustio obitelj, uzevši veći dio njihova novca te čak i Delovu rođendansku tortu, ostavivši tinejdžera Dereka kao glavu obitelji napuštene obitelji Trotter.  Delov djed nije bio sposoban preuzeti odgovornost te su njegovi pokušaji propadali, pa se Del počeo brinuti za njega i Rodneyja, svoga mlađeg brata, koji je rođen dvanaest godina nakon njega, 1960. (iako u epizodi "Big Brother", Del kaže da je Rodney rođen trinaest godina nakon njega, čime bi Rodneyjeva godina rođenja bila 1961.). 
Del živi s Rodneyjem, svojom "boljom polovicom" Raquel i njihovim sinom Damienom u stanu broj 368 na 12. katu izmišljenog Naselja Nelsona Mandele u Peckhamu u Londonu.

### Odnos s drugim likovima
Tijekom serije je imao mnogo djevojaka, a među njegove se prijatelje ubrajaju Brzi, Denzil, Boycie, Marlene i Mike. Najveći mu je neprijatelj detektiv inspektor Roy Slater. Derek je optimističan, a iako nije obrazovan, iznimno je inteligentan te često Rodneyja uvaljuje u nevolje. U epizodi "Wanted", nakon što mentalno poremećena žena optuži Rodneyja da ju je napao, Del od svega učini šalu i kaže kako je policija Rodneyja nazvala "Peckhamskim pipkačem". Del se boji liječnika i zubara. Najdraža pjesma mu je "Old Shep", što se može čuti u epizodi "Diamonds Are for Heather". Vjeruje kako tečno govori francuski jezik iako je zapravo beznadan (primjerice, miješa bonjour i au revoir). Del ne zna plivati (ima potvrdu, ali nije njegova) što se otkriva u "Miami Twice", ali ni letjeti paraglajderom iako se zbog ponosa okušava i u tome u epizodi "Tea for Three". Iako je često šaljivdžina, Del Boy ponekad zna biti iznimno ozbiljan, kao kad pokušava pomoći Rodneyju nakon Cassandrina pobačaja. Nikad ne oklijeva podsjetiti ljude kako je praktično odgojio Rodneyja nakon što im je majka umrla, a otac pobjegao, često koristeći tu činjenicu protiv Rodneyja kako bi ga emocionalno ucijenio.

## Konfuzija oko godina
Delova godina rođenja u nekoliko se epizoda razlikuje. U posljednjoj epizodi, "Sleepless in Peckham" (2003.), Rodney pokazuje Cassandri fotografiju s muškog izleta 1960., i kaže kako je Delu tada bilo 15 godina, što znači da bi njegov datum rođenja bio oko 1945. (iako je to informacija koju mu je dao Sid koji je i sam procjenjivao Delovo godište). U epizodi "Go West Young Man" (1. sezona, 1981.), Del tvrdi da ima 35 godina, što bi značilo da je rođen 1946. U "A Losing Streak" (2. sezona, 1982.) i "Thicker than Water" (3. sezona, 1983.), Del tvrdi da ih je otac napustio 1965. na njegov 16. rođendan, što bi značilo da je rođen 1949., pa bi u vrijeme prve sezone Delu bilo 32 (a Rodneyju 19 ili 20). U epizodi "Tea for Three"  (5. sezona, 1986.), Rodney kaže Lisi, nećakinji Brzog, da se približava Delov 46. rođendan, što bi značilo da je rođen 1940., međutim uzevši u obzir kontekst u kojem to Rodney tvrdi, lako je moguće da Rodney laže kako bi Dela učinio starijim nego što uistinu jest.

## Karijera
Del radi kao preprodavač na tržnici te vodi vlastitu tvrtku - Trotters Independent Traders (T.I.T.) - iako obično iz kofera ili iz pozadine svog žutog Reliant Regala. Sa svojim neprekidnim shemama "kako se obogatiti preko noći" i postojanom vjerom u vlastite sposobnosti da će prodati bilo što bilo kome, Del upliće 'tvrtku' (ili obiteljski posao, kako ga on naziva) u razne vrste nevjerojatnih situacija. Delovu poslovnu oštroumnost vjerojatno je najbolje opisao Rodney u epizodi "Mother Nature's Son". Kad je Del bio u depresiji zbog financijske situacije, Rodney kaže: "Stari Derek Trotter je mogao namirisati petaka u povjetarcu. Znali su reći da, kad bi Del Boy upao u zmijsko leglo, izašao bi iz njega noseći cipele od zmijske kože".
Iako izvana želi ostaviti dojam snažnog muškarca, obitelj puno znači Delu. Uvijek oplakuje smrt svoje majke, s bratom Rodneyjem vodi Trotters Independent Traders. Del se ponosi činjenicom da je podigao Rodneyja nakon prerane majčine smrti te nikad nije oprostio svojem ocu što je pobjegao nakon Rodneyjeva rođenja. Unatoč njihovim mininalnim prihodima, Del inzistira na tome da se brine za starog Djeda. Nakon što Djed umire, njegovu ulogu u obiteljskom trojcu zauzima njegov mlađi brat (i Delov kum) Albert, koji stječe istu razinu poštovanja (te isto toliko sitnog podbadanja).

## Vanjske poveznice
- Del Boy u internetskoj bazi filmova IMDb-u